# Кільцева дорога (Київ)
Кільце́ва доро́га — дорога у Святошинському, Солом'янському і Голосіївському районах Києва. Огинає місто з західної сторони. Пролягає від Одеської площі до Берестейського проспекту. Частина Великої Окружної дороги.
Прилучаються проспект Академіка Глушкова, вулиці Теремківська, Композитора Лятошинського, бульвар Тадея Рильського, вулиці Юрія Немирича, Володимира Горовиця, Дмитра Луценка, Сергія Колоса, Київська, Садова, Отця Анатолія Жураковського, Територіальної оборони, Жулянський шляхопровід, вулиці Миколи Трублаїні, Григоровича-Барського, Зодчих, Литвиненко-Вольгемут, проспект Леся Курбаса, вулиці Тулузи, Жмеринська, Тараса Бульби-Боровця, Янтарна, Перемоги, Михайла Котельникова, Верховинна і Львівська.

## Історія
Вулиця виникла в першій половині XX століття, мала назву Окружна́ ву́лиця, у 1965—1977 роках — Вели́ка Окружна́ доро́га. 1977 року до неї було приєднано Велику Окружну вулицю у Святошині (виникла на межі XIX—XX століть, до 1965 року мала назву 4-та Просіка, простягалася від Берестейського проспекту до кінця забудови поблизу вулиці Михайла Котельникова). Сучасна назва — з 1977 року.
Назва «Велика Окружна вулиця» зберігається стосовно Кільцевої дороги як паралельна.

## Установи та заклади
- ТРЦ «Respublika Park» (буд. №1)
- ДНВП «Електронмаш» (буд. № 4)
- Гіпермаркет «Ашан» (буд. № 4Ф)
- ДНДЕКЦ МВС України (буд. № 4)
- ВПУ № 33 (буд. № 4А)